# Zeptej se táty
Zeptej se táty (2010) je poslední román Jana Balabána. Pracoval na něm tři roky a rukopis dokončil v prosinci 2009. Román vyšel posmrtně.
Pojednává o rodině Nedomů z Ostravy v době smrti jejich otce lékaře Jana Nedomy. Kromě vztahů v rodině a vzpomínek na otce je řeč také o bývalém otcově příteli z evangelického sboru Petru Wolfovi, který jej nyní obviňuje, že se za normalizace choval korupčně při doporučování pacientů do transplantačního programu místní nemocnice a nese odpovědnost za smrt některých pacientů.
Román zvítězil v anketě Kniha roku Lidových novin 2010 a získal ocenění Kniha roku na cenách Magnesia Litera 2011.

## Postavy
- starší syn Jan řečený Hans a jeho žena Eva
- mladší syn Emil a jeho družka Jenovéfa řečená Jeny
- dcera Kateřina
- matka Hanse, Emila a Kateřiny, čerstvá vdova Marta Nedomová
- Johana, sestra Jeny
- Petr Wolf

## Recenze
- Pavel Mandys, Týden
- Ondřej Horák, Hospodářské noviny
- Anna Vondřichová, iLiteratura.cz
- Alice Horáčková, iDNES.cz

## Audiokniha
V roce 2012 vyšel román také jako audiokniha. Text čte Norbert Lichý v režii Radovana Lipuse.

## Vydání
- Zeptej se táty, Host, 2010 ISBN 978-80-7294-379-1
- v rámci souborného vydání Dílo Jana Balabána, svazek II. – Romány a novely, Host, 2011 ISBN 978-80-7294-477-4